# Хейман, Пол
Пол Хе́йман (англ. Paul Heyman, род. 11 сентября 1965, Скарсдейл, Нью-Йорк) — американский менеджер в рестлинге, бывший промоутер, фотограф и руководитель в индустрии развлечений. В настоящее время он выступает в WWE на бренде SmackDown в качестве специального советника Сета Роллинса.
Хейман родился в Бронксе в семье, переживших Холокост, и дебютировал в рестлинге в 1986 году. Хейман владел и был творческой силой промоушена Extreme Championship Wrestling (ECW) с 1993 года до его закрытия в 2001 году. До управления и владения ECW он был менеджером под псевдонимом Пол И. Дэйнджеросли (англ. Paul E. Dangerously) в World Championship Wrestling (WCW) и других промоушенах. Он является совладельцем агентства Looking4Larry в Нью-Йорке и был назван одним из 100 лучших мировых маркетологов по версии журнала Advertising Age.
В WWE Хейман был менеджером шести чемпионов мира: Биг Шоу, Курт Энгл, Роб Ван Дам, Си Эм Панк, Брок Леснар и Роман Рейнс. Критики высоко оценили его способности к менеджменту и работу с микрофоном.
Член Зала славы WWE с 2024 года.

## Ранняя жизнь
Пол Хейман родился у Суламиты (урожденной Шарф; 1928—2009) и Ричарда С. Хеймана (1926—2013), известного адвоката по личным делам и ветерана Второй мировой войны. Он еврей; его мать была выжившей жертвой Холокоста, в отличие от своей матери Хинки и сестры Юдит пережившей Освенцим, Берген-Бельзен и Лодзинское гетто. К 11 годам он занимался почтовым бизнесом, продавая из своего дома памятные вещи знаменитостей и спортсменов. Ещё будучи подростком, он быстро пробил себе путь за кулисы на мероприятие World Wide Wrestling Federation (WWWF) в «Мэдисон-сквер-гарден» в качестве фотожурналиста. Компания заплатила ему за несколько его фотографий. В возрасте 19 лет, он стал фотографом, затем продюсером и промоутером нью-йоркского ночного клуба Studio 54.

## Карьера в рестлинге

### Раняя карьера (1987—1988)
Хейман решил, что хочет работать в рестлинге, когда увидел, как Винс Макмэн берет интервью у Суперзвезды Билли Грэма. Он начал работать фотографом в 13 лет и купил собственную фотолабораторию, чтобы фотографировать рестлеров в Нью-Йорке. Он издавал свой собственный информационный бюллетень, журнал The Wrestling Times, и писал для сторонних рестлинг-изданий, таких как Pro Wrestling Illustrated. В возрасте 14 лет он позвонил в Capitol Wrestling Corporation, материнскую компанию World Wide Wrestling Federation, и получил пропуск за кулисы «Мэдисон-сквер-гарден», что стало его первой официальной работой в рестлинге. Фотографии Хеймана с тремя главными менеджерами WWF того периода — Лу Альбано, Фрэдди Блэсси и Великим Волшебником — были позже опубликованы Pro Wrestling Illustrated как доказательство того, что Хейман изучал менеджмент под руководством «трёх мудрецов». Хейман познакомился с Дасти Роудсом на съемках Jim Crockett Promotions, когда он пришел на совещание. В 1985 году Хейман был нанят нью-йоркской Studio 54 в качестве фотографа. В том же году он стал продюсером Studio 54 и провел первое шоу Wrestle Party 85. Он позвонил Джиму Крокетту, который прислал Рика Флэра, Дасти Роудса и Магнума Ти Эй. На шоу состоялся дебют Бам Бама Бигелоу и награждение Флэра.
По настоянию Бигелоу, Хейман дебютировал в качестве менеджера команды Motor City Madmen 2 января 1987 года, сначала выступая на северо-восточной независимой сцене, а в феврале 1987 года перешел в более известную Championship Wrestling from Florida. Там он объединился с Кевином Салливаном и Оливером Хампердинком и получил имя Пол И. Дэйнджеросли из-за сходства с персонажем Майкла Китона в фильме «Опасный Джонни». После того как CWF была поглощена Jim Crockett Promotions, Бигелоу привел его в Мемфис и Continental Wrestling Association (CWA) для управления Томми Ричем и Остином Айдолом в жаркой вражде с Джерри Лоулером, которая позже перешла в American Wrestling Association (AWA), где «Полуночный экспресс» (Деннис Кондри и Рэнди Роуз) заменил Айдола и ставшего фейсом Рича.
Образ Пола И. Дэйнджеросли был продолжением личности самого Хеймана: наглый житель Нью-Йорка с позицией яппи, хваставшийся своими связями на Уолл-стрит, своими деньгами и папой-адвокатом. Важным элементом образа был мобильный телефон, который иногда использовался как оружие на ринге (по словам Хеймана, он решил использовать мобильный телефон в качестве оружия, когда смотрел на Гордона Гекко из фильма «Уолл-стрит»). Его визитной карточкой были солнцезащитные очки Cokehead, подтяжки и причёска в стиле маллет. После ухода из AWA Хейман вернулся в CWA. Хейман объединился с Эдди Гилбертом и его женой и менеджером Мисси Хайатт, и вместе они враждовали с Лоулером, после чего перешли в расположенную в Алабаме Continental Wrestling Federation. За кулисами Гилберт был главным букером промоушена, а Хейман стал его помощником. Хейман также был главным букером Windy City Wrestling в Чикаго и начал завоевывать репутацию новаторского телевизионного сценариста и продюсера.

### National Wrestling Alliance и World Championship Wrestling (1988—1993)
В 1988 году Хейман перешел в Jim Crockett Promotions, где Дэйнджеросли снова стал менеджером «Оригинального полуночного экспресса» во вражде с новыми «Полуночным экспрессом» (Бобби Итон и Стэн Лейн) и их менеджером Джимом Корнеттом, а также был менеджером «Злого» Марка Каллоуса. Он освоился в роли комментатора, присоединившись к Джиму Россу для озвучивания матчей на канале WTBS в шоу World Championship Wrestling и других. Хейман признался, что работая с Россом, он научился большему, чем у своих предыдущих наставников. В перерывах между работой в WCW Хейман работал в ICW в качестве сценариста, но был уволен в первый же день посреди первого телевизионного эфира.
В 1991 году WCW потребовалась реструктуризация хилов, поэтому Хейман вернулся к роли спикера и менеджера «Опасного союза», центральное место в котором занимал Рик Руд. По словам Хеймана, он и Стив Остин учились своему ремеслу у Руда. Хейман привел Руда к титулу чемпиона Соединённых Штатов, а команду Андерсона и Итона — к командным титулам. «Опасный союз» доминировал в WCW на протяжении большей части 1992 года.

### Eastern Championship Wrestling/Extreme Championship Wrestling (1993—2001)
После ухода из WCW Хейман попытался основать новый промоушен в Техасе вместе с Джимом Крокеттом-младшим. Однако возникли разногласия, поскольку Крокетт хотел создать традиционный бренд рестлинга, а Хейман считал, что традиционный рестлинг устарел и нужен новый взгляд на жанр.
В это время Эдди Гилберт работал букером в филадельфийском промоушене National Wrestling Alliance (NWA) Eastern Championship Wrestling, которым владел собственни местного ломбарда Тод Гордон. Хейман пришел, чтобы помочь Гилберту научить молодых рестлеров давать интервью, но неустойчивое поведение Гилберта стало слишком сильно раздражать Гордона, который сильно рассорился с Гилбертом прямо перед шоу UltraClash 18 сентября 1993 года. С этого момента Хейман стал отвечать за творческое направление компании. Как Пол И. Дэйнджеросли, он был менеджером несколькими рестлерами, включая Сабу и 911.
Через год компания стала флагманским промоушеном NWA. В августе 1994 года был запланирован турнир за титул чемпиона мира NWA в тяжелом весе на шоу, организованном ECW, в котором участвовали в основном рестлеры ECW. Предполагалось, что чемпионом останется нынешний чемпион ECW Шейн Дуглас, но Хейман сговорился с Дугласом и Гордоном без ведома президента NWA Денниса Кораллуццо, чтобы Дуглас (и, соответственно, сам ECW) публично осудил NWA и её «традиции» после победы в турнире. В своей послематчевой речи Дуглас агрессивно напал на историю титула, бросив сам пояс, объявив NWA «мертвой организацией» и провозгласив свой титул — титулом чемпиона мира. План этой акции был известен только этим троим сотрудникам.

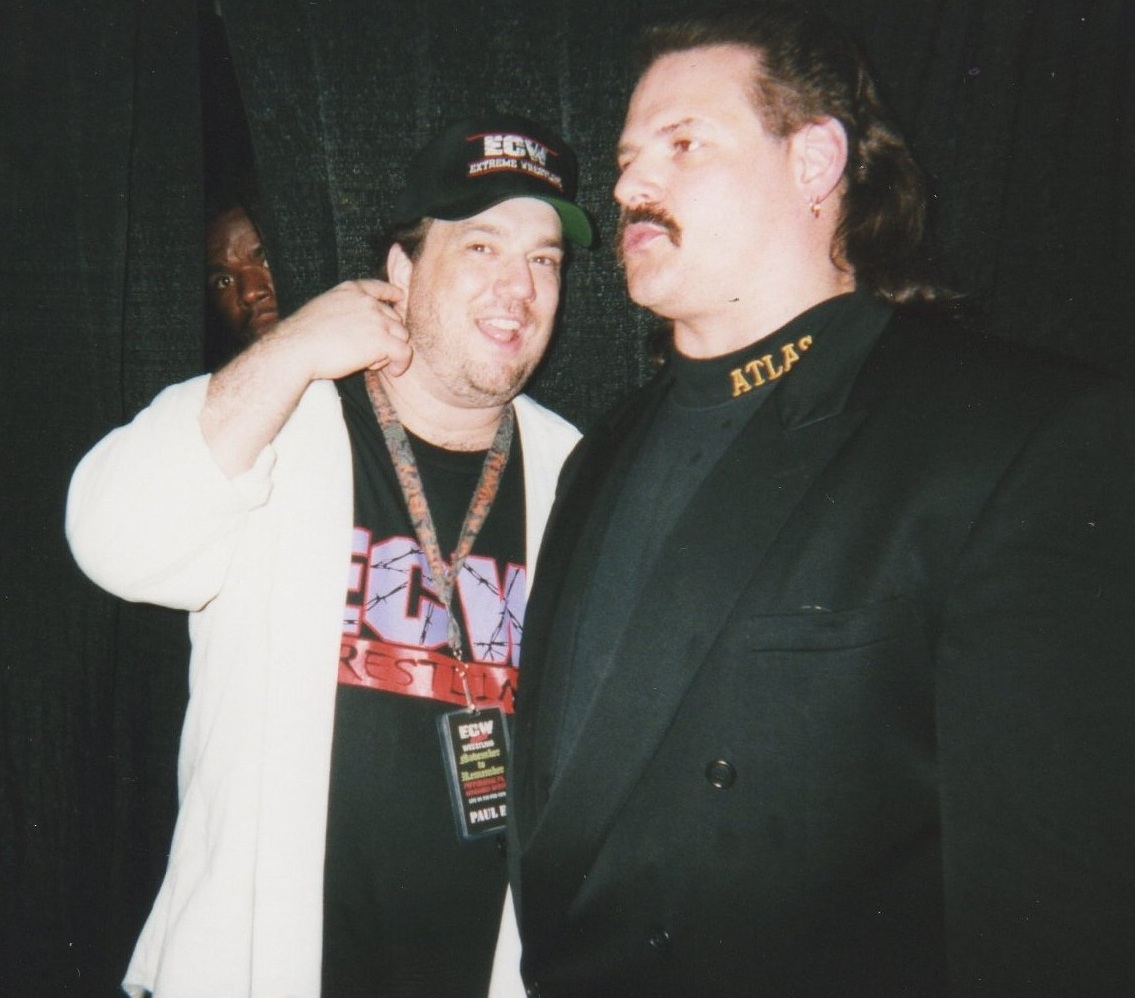
Хейман на шоу ECW в 1998 году

На той же неделе Хейман и Тод Гордон переименовали промоушен, убрав региональный брендинг «Eastern» и назвав промоушен Extreme Championship Wrestling. Они отделили компанию от NWA, и ECW стала самостоятельной организацией. Хейман поощрял рестлеров выражать свое истинное отношение к WWF, NWA и WCW. В мае 1995 года Хейман выкупил долю Гордона и стал единоличным владельцем ECW. Во время работы в ECW Хейман нашел союзника в лице владельца WWF Винса Макмэна. Макмэн отправил некоторых рестлеров WWF в ECW (с оплатой со стороны WWF) для их развития и был заинтересован в некоторых рестлерах ECW, таких как Терри Горди и 2 Колд Скорпио. Макмэн платил Хейману $1 000 в неделю за аренду Скорпио. Хейман также признался, что попытка показывать ECW на USA Network провалилась после того, как президент USA Network Стивен Чау узнал об электронном письме Винса Макмэна, который оказывал давление на него и других руководителей сети с целью показывать ECW на USA Network.

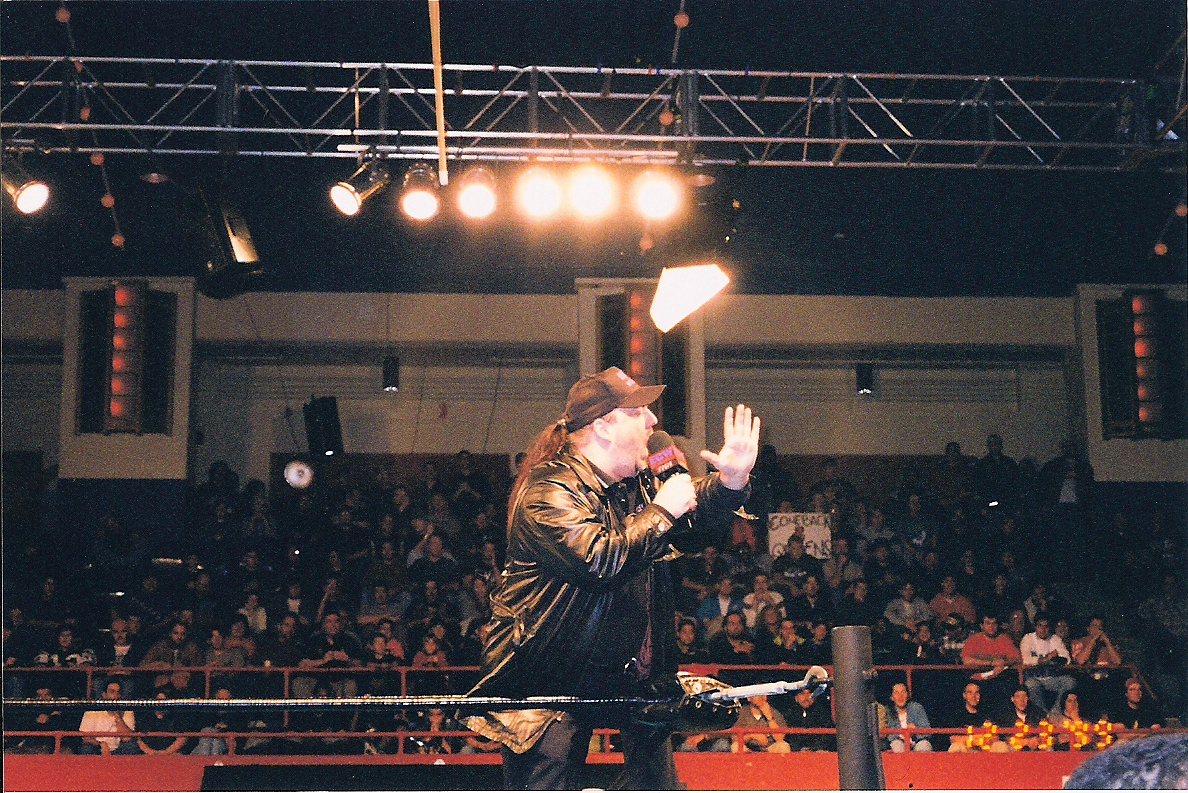
Хейман обращается к толпе на телевизионном шоу ECW в 1999 году

В последние дни существования ECW Хейман стал персоной нон грата, так как не появлялся на шоу, а на посту руководителя и главы креатива его заменил рестлер ECW Томми Дример. Хейман не смог выбраться из финансовых проблем, и ECW закрылся 4 апреля 2001 года. Хейман также якобы никогда не говорил своим рестлерам, что компания находится на издыхании и некоторое время не сможет им платить. ECW объявила о банкротстве в 2001 году (всего через несколько недель после того, как WCW была продана WWF за 2 миллиона долларов, после того, как AOL Time Warner списала более 100 миллионов долларов долга), с задолженностью компании в 7 миллионов долларов. 28 января 2003 года World Wrestling Entertainment Inc. в судебном порядке приобрела активы ECW у HHG Corporation, получив права на видеотеку ECW.

### World Wrestling Federation/World Wrestling Entertainment/WWE

#### Комментатор и сценарист (2001—2003)
Хейман стал комментатором Raw Is War, заменив Джерри Лоулера, который ушел из-за спора, возникшего после увольнения его жены Кошки в феврале 2001 года. В это время он возобновил свое сюжетное соперничество с Джимом Россом. В июле, сохранив за собой роль комментатора, Хейман воссоздал ECW как группировку, которая затем немедленно объединилась с WCW Шейна Макмэна и образовала «Альянс» в рамках сюжета «Вторжение». Хейман был «уволен» после Survivor Series 2001 года, когда «Альянс» проиграл в матче «Победитель получает всё», что ознаменовало конец «Вторжения». Хеймана в комментаторской работе на Raw заменил вернувшийся Джерри Лоулер.
Хейман был ведущим сценаристом SmackDown! с июля 2002 по февраль 2003 года. В документальном фильме WWE 2014 года «Дамы и господа, меня зовут Пол Хейман» Хейман заявил, что бренд SmackDown!, сценаристом которого он был, обошел Raw по рейтингам, мерчендайзу и посещаемости шоу в то время, когда Макмэн хотел реальной конкуренции между брендами Raw и SmackDown!.

#### Менеджер Брока Леснара (2002—2003)
Когда Хейман работал в WWE, Тэзз заговорил с ним о Броке Леснаре, молодом борце, обучающимся в WWE. Хейман начал наставлять Леснара, и Макмэн решил сделать Хеймана менеджером Леснара. Хейман помог Леснару завоевать титул неоспоримого чемпиона WWE через 126 дней после дебюта Леснара в основном ростере, когда Леснар победил Скалу на SummerSlam и стал самым молодым чемпионом WWE на тот момент. На Survivor Series Хейман отвернулся от Леснара и вступил в союз с Биг Шоу.

#### Генеральный менеджер SmackDown! (2003—2004)
После победы Макмэн над своей дочерью Стефани в октябре 2003 года на шоу No Mercy, сюжетная линия была такова, что она была вынуждена уйти со своего поста генерального менеджера SmackDown!. Хейман вернулся на телевидение, чтобы взять на себя роль генерального менеджера. 22 марта 2004 года он появился на Raw, чтобы принять участие в ежегодном драфте WWE. Во время шоу он был призван на бренд Raw, чтобы работать на генерального менеджера Raw Эрика Бишоффа. Вместо этого он решил «уйти», а не работать на Бишоффа, которого он обвинял в гибели ECW, расхищая его таланты. Хейман был заменен на посту генерального менеджера SmackDown! на Курта Энгла.

#### Ohio Valley Wrestling (2005—2006)
10 июля 2005 года стало известно, что Хейман занял посты главного букера и сценариста в Ohio Valley Wrestling, территории развития, поддерживаемой WWE. Именно в это время у него завязалась дружба в реальной жизни с Си Эм Панком.

#### Возвращение ECW и уход (2005—2006)

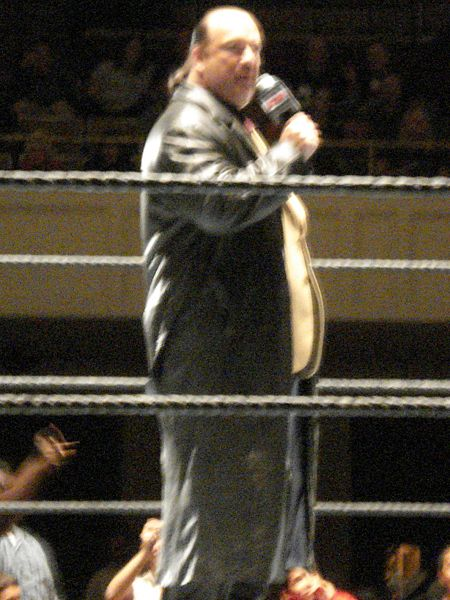
Хейман на ринге в 2006 году

23 мая 2005 года Хейман вернулся в сегменте с Винсом Макмэном и Эриком Бишоффом, объявив о шоу ECW One Night Stand с Хейманом во главе. В эпизоде Raw от 22 мая 2006 года Хейман появился в качестве представителя ECW, рекламируя ECW One Night Stand. 25 мая 2006 года было объявлено, что ECW будет перезапущен, как третий бренд WWE. Хейман отвечал за новый бренд на экране, но имел минимальный творческий вклад вне камеры. На эпизоде Raw от 29 мая, во время противостояния с Миком Фоли, Хейман объявил, что Винс Макмэн предоставил ему право выбора на драфте как с Raw, так и со SmackDown!. Его выбором с Raw стал бывший рестлер ECW (и обладатель контракта Money in the Bank) Роб Ван Дам, а его выбором со SmackDown! стал Курт Энгл. Хейман предсказал, что Ван Дам победит Джона Сину на ECW One Night Stand в борьбе за титул чемпиона WWE, а затем объявит себя новым чемпионом мира ECW в тяжёлом весе.
На ECW One Night Stand Ван Дам победил Сину и завоевал титул чемпиона WWE. После того, как Сина сбил с ног рефери ECW, появился Эдж (переодетый) и бросил Сину через стол, а затем вывел из строя рефери SmackDown! Ника Патрика, что позволило Ван Даму провести Сине Five-Star Frog Splash. В отсутствие рефери Хейман побежал по проходу, чтобы засчитать победу. На следующий вечер на Raw Хейман подтвердил, что поскольку чемпионский матч проходил по «правилам ECW» (что означало, по сути, отсутствие правил), решение осталось в силе, и Ван Дам стал «бесспорным» чемпионом WWE. Как чемпион WWE, Ван Дам был человеком номер один в реформированном ECW, поэтому во время дебюта шоу ECW on Sci Fi на следующий вечер Хейман, объявленный как «представитель ECW», вручил ему восстановленный титул чемпиона мира ECW в тяжёлом весе. Ван Дам решил сохранить оба пояса и был признан одновременно чемпионом WWE и чемпионом ECW. В эпизоде ECW от 4 июля Хейман помог Биг Шоу победить Ван Дама в бою за титул чемпиона ECW.
На записи Raw/ECW в Южной Каролине в декабре 2006 года было объявлено, что Винс Макмэн отправил Хеймана домой, сославшись на «падающие телевизионные рейтинги и недовольный состав рестлеров как причины увольнения мистера Хеймана». Хеймана выпроводили с арены и отправили домой. После этой перепалки он также был немедленно выведен из состава творческой команды ECW. Макмэн пытался возложить на Хеймана вину за плохо принятое PPV-шоу, и после встречи с Винсом и Стефани Макмэн, Хейман покинул WWE, но остался на контракте. Хейман был против решения о том, чтобы Бобби Лэшли выиграл титул чемпиона ECW, и вместо этого хотел, чтобы его выиграл Си Эм Панк, что не понравилось Макмэну. Именно этот фактор, вызванный закулисными творческими разногласиями между Хейманом и Макмэном, привел к расколу, а также то, что Хейману было отказано в принятии ряда решений относительно продукта во время единственного PPV-шоу ECW под эгидой WWE, December to Dismember. Макмэн и Хейман столкнулись в присутствии нескольких членов команды сценаристов на корпоративном самолёте Макмэна на следующий день после шоу. Ссора с Макмэном произошла из-за разногласий по поводу матча Elimination Chamber на December to Dismember. Хейман считал, что Биг Шоу должен вылететь из матча от рук Си Эм Панка, чтобы дать толчок восходящей звезде. Биг Шоу согласился с этой идеей, желая помочь карьере Панка, но Макмэн не согласился, и Панк в итоге вылетел первым. После того, как Хейман якобы отклонил предложение Стефани Макмэн вернуться к своей должности сценариста телевизионных шоу WWE, Хейман 17 декабря 2006 года без лишнего шума расстался с WWE.

##### Перерыв
Утомленный бизнесом, Хейман вернулся в свой дом в Нью-Йорке, чтобы сосредоточиться на сериале «Looking 4 Larry», сооснователем которого он стал ранее в 2006 году. Он запустил онлайн-сериал The Heyman Hustle для The Sun и вел колонку о рестлинге для британского таблоида. Он сделал попытку войти в мир единоборств, но попытка выкупить промоушен ММА Strikeforce провалилась в 2007 году, как и переговоры с TNA, второй по величине промоушеном по рестлингу в Северной Америке.
У Хеймана были требования: 10 процентов владения, возможность вывести компанию на биржу и освободить старших борцов из состава. Председатель TNA Дикси Картер отказалась выполнить последнюю просьбу. «Она не хотела избавляться от легенд», — говорит Хейман. «У них было другое видение, чем у меня, и я не хотел посвятить свою жизнь чему-то, что, как я был уверен, было проигрышным видением».
Его изгнание продлилось до мая 2012 года, через месяц после повторного появления Леснара в WWE. Бывший чемпион UFC в тяжелом весе, который поссорился с МакМэхоном в 2004 году, только что повторно подписал контракт, но выглядел потерянным в катастрофическом сегменте Raw. У Леснара было предложение исправить своего персонажа: сделать Хейману предложение, от которого он не сможет отказаться. WWE это сделало, и он не отказался. И, к удивлению многих, даже Хеймана, воссоединение продолжается.
Хейман говорит, что с момента возвращения у него не было «жестких» споров с руководством, несмотря на периодические разногласия. «Брок Леснар против Гробовщика на WrestleMania, об этом было много дискуссий. Брок Леснар против Романа Рейнса на WrestleMania, об этом было много дискуссий», — говорит Хейман. «Однако сейчас мы все относимся к этому по-разному. Винс знает. Брок делает. Я тоже.»

#### Парни Пола Хеймана (2012—2014)
После пятилетнего отсутствия после спорного ухода после December to Dismember в 2006 году, Хейман вернулся в WWE 7 мая 2012 года на эпизоде Raw в качестве юридического советника Брока Леснара, объявив, что Леснар, который вернулся за месяц до этого, ушел из компании. За кулисами Хейман сначала не был заинтересован в возвращении в WWE, так как он все ещё чувствовал, что у него плохие отношения со многими сотрудниками, но пересмотрел свое решение после того, как Леснар попросил его присутствия после неудачного промо с Джоном Лауринайтисом. На следующей неделе на Raw Хейман столкнулся с Трипл Эйчем, передав ему иск от Леснара о нарушении контракта. В ответ Трипл Эйч толкнул Хеймана в канаты, в результате чего Хейман заявил, что подаст иск против Трипл Эйча за нападение и избиение. В эпизоде Raw от 18 июня Хейман отклонил вызов Трипл Эйча на матч против Леснара на SummerSlam от имени Леснара. Позже в том же месяце Хейман заявил, что Брок Леснар сам ответит на вызов Трипла Эйч на Raw 1000. Леснар победил Трипла Эйч на SummerSlam.

#### Менеджер Романа Рейнса (с 2020)

Хейман (справа) с Романом Рейнсом и Соло Сикоа

В эпизоде SmackDown от 28 августа 2020 года Хейман объединился с вернувшимся Романом Рейнсом, изобразив персонажа его специального адвоката. Помимо работы менеджером, Хейман также работал креативщиком, определяя сюжетные линии, в которых участвовал Рейнс. Союз Хеймана с Рейнсом закончился в эпизоде SmackDown 17 декабря 2021 года, когда Рейнс уволил Хеймана и напал на него. Когда Рейнс собирался ударить его стальным стулом, Брок Леснар спас его от нападения.
В выпуске Raw от 3 января 2022 года Хейман вновь присоединился к Леснару после того, как тот выиграл чемпионство WWE двумя днями ранее на шоу Day 1. Воссоединение было недолгим, так как три недели спустя на Royal Rumble Хейман предал Леснара, передав Рейгсу пояс чемпиона WWE, чтобы тот напал на Леснара, что позволило Бобби Лэшли выиграть у него титул, и Хейман вновь присоединился к Рейнсу. Леснар выиграл «Королевскую битву» и вернул себе титул чемпиона WWE на Elimination Chamber, устроив объединительный матч Чемпион против Чемпиона «Победитель получает всё» против Рейнса на WrestleMania 38. На WrestleMania 38 Рейнс победил Леснара и стал чемпионом Всленной и WWE. Примерно в это время Хейман был объявлен «Мудрецом», а также «Специальным советником» Романа Рейнса и группировки The Bloodline. Хейман был рядом с Рейнсом, когда тот победил Коди Роудса на WrestleMania 39.
В 2024 году Хейман введён в Зал славы WWE.

## Наследие
Работа Хеймана в качестве промоутера и букера была высоко оценена многими коллегами и критиками рестлинга. Бывший чемпион мира в тяжелом весе ECW Ворон назвал его «самым креативным гением, которого когда-либо видел бизнес», другой бывший чемпион мира в тяжелом весе ECW Тэзз также назвал Хеймана «гением», так же высказался и бывший комментатор и менеджер WWE Джим Корнетт. Хейман считается одним из величайших ораторов в истории рестлинга.
Хейман, однако, был отмечен как сложная личность и несколько раз враждовал с рестлерами, включая Эй Джей Стайлза, Люка Галлоуса и Карла Андерсона. Бывший рестлер ECW Томми Дример рассказывал о том, что планировал расправу с Хейманом на WrestleMania X-Seven из-за того, что Хейман плохо обращался с Дримером в плане финансов.
Промоутер и букер рестлинга Эрик Бишофф хвалил и критиковал Хеймана, заявляя: «Идея работы с Полом не заставила бы меня сказать: „Ух ты, интересно, как это будет“. И, кстати, мы не всегда так уж хорошо ладили. Мы не враждовали или что-то в этом роде, просто он занимался своим делом, а я своим». «К тому времени, когда я пришел в WWE, и WCW больше не было, и ECW больше не было, и мы оба были наемными сотрудниками в WWE, Пол и я провели много времени, общаясь, творчески и исторически, и просто на общие темы, и у нас сложились отличные отношения. Мы как бы держали это в тайне, потому что мы никогда не знали, когда у нас появится возможность заработать немного денег вместе, поэтому мы как бы хотели, чтобы люди купились на историю „Хейман ненавидит Бишоффа“, „Бишофф ненавидит Хеймана“, но это было совсем не так».
В 2021 году легендарный комментатор рестлинга Джим Росс, который работал с Хейманом в WCW и WWE и был бывшим партнером Хеймана по трансляции в WWE, похвалил Хеймана, заявив: «Он просто чертовски умён и все понимает. Он знал, что, черт возьми, он делает. Он был действительно хорошим антагонистом, потому что иногда лучшие антагонисты — это злодеи, которые говорят вещи, которые, как вы знаете, являются правдой, но вы просто не хотите их слышать. У Хеймана была способность рассказать свою версию правды, он был правдоподобен. Он просто не был хилом, который добивается своего, он добивался, чтобы рестлеры добивались успеха и проделал отличную работу».

## Личная достижения
Хейман — отец двоих детей
В феврале 1993 года Хейман подал иск против WCW, обвиняя её в незаконном увольнении и этнической дискриминации. Иск был урегулирован в частном порядке во внесудебном порядке.
Хейман страдает от бессонницы.

## Титулы и награды
- Pro Wrestling Illustrated
  - Группировка года (2022) — с The Bloodline
  - Менеджер года (1992)
- Wrestling Observer Newsletter
  - Лучший комментатор (1991)
  - Лучший букер (1994—1997, 2002)[50]
  - Лучший на интервью (2013—2014)[51][52]
  - Лучший не-рестлер (2001, 2002, 2004, 2012—2014, 2018, 2019, 2021—2022)[50][51][52][53][54]
  - Лучший не-рестлер десятилетия (2010-е)[55]
  - Лучший на интервью десятилетия (2010-е)[55]
  - Самая отвратительная рекламная тактика (2012)[53] Сюжет с См Эм Панком, эксплуатация реального сердечного приступа Джерри Лоулера, воспроизведение кадров, где он близок к смерти
  - Зал славы Wrestling Observer Newsletter (2005)
- Inside The Ropes Magazine
  - Менеджер года (2020)
- WWE
  - Зал славы WWE (2024)
  - Премия по итогам года за лучшую работу с микрофоном (2018)[56]

## Вне рестлинга
Владелец рекламного агентства «Looking 4 Larry».